# İrfan Can Kahveci
İrfan Can Kahveci (Bayat, 15 juli 1995) is een Turks voetballer die doorgaans als middenvelder speelt. Hij verruilde Istanbul Başakşehir in januari 2021 voor Fenerbahçe. Kahveci debuteerde in 2018 in het Turks voetbalelftal.

## Carrière
Kahveci speelde in de jeugd van Gençlerbirliği SK uit Ankara. Bij die club maakte hij in 2012 de overstap van jeugdspeler naar selectiespeler. Tijdens het seizoen 2013/14 werd Kahveci verhuurd aan Hacettepe SK, dat uitkwam op het derde niveau. Na het seizoen op huurbasis bij Hacettepe maakte Kahveci zijn eerste minuten voor Gençlerbirliği in de Süper Lig. In zijn eerste seizoen kwam Kahveci tot vierentwintig optredens. In de winterperiode van het seizoen 2016/17 werd hij voor €1.610.000,- gekocht door Istanbul Başakşehir. Ook bij Başakşehir werd hij basisspeler. Met Başakşehir werd Kahveci in het seizoen 2019/20 kampioen van Turkije. In het seizoen 2020/21 maakte Kahveci met Başakşehir zijn opwachting in de Champions League. Hierin scoorde hij op 2 december 2020 een hattrick tegen RB Leipzig, echter ging de wedstrijd met 3–4 verloren. Op 31 januari 2021 maakte Fenerbahçe SK via Twitter bekend dat het Kahveci voor een bedrag van €7.000.000,- had overgenomen van Başakşehir. In het seizoen 2022/23 won hij met die club de Turkse voetbalbeker.

## Interlandcarrière
Kahveci debuteerde op 23 maart 2018 in het Turks voetbalelftal, in een vriendschappelijke wedstrijd in Antalya tegen Ierland. Hij kwam in de tachtigste minuut in het veld voor Hakan Çalhanoğlu. Kahveci werd in mei 2021 door bondscoach Şenol Güneş geselecteerd voor het uitgestelde EK 2020. Turkije verloor al haar drie groepsduels en kon vroegtijdig naar huis. Kahveci kwam als invaller binnen de lijnen in de eerste twee wedstrijden tegen Italië (3–0) en Wales (0–2). In het laatste groepsduel tegen Zwitserland (3–1) stond Kahveci in de basis en maakte hij zijn eerste interlanddoelpunt.
| Interlanddoelpunten van İrfan Can Kahveci voor Turkije | Interlanddoelpunten van İrfan Can Kahveci voor Turkije | Interlanddoelpunten van İrfan Can Kahveci voor Turkije | Interlanddoelpunten van İrfan Can Kahveci voor Turkije | Interlanddoelpunten van İrfan Can Kahveci voor Turkije | Interlanddoelpunten van İrfan Can Kahveci voor Turkije |
| No.                                                    | Datum                                                  | Wedstrijd                                              | Score                                                  | Uitslag                                                | Competitie                                             |
| Als speler van Fenerbahçe SK                           | Als speler van Fenerbahçe SK                           | Als speler van Fenerbahçe SK                           | Als speler van Fenerbahçe SK                           | Als speler van Fenerbahçe SK                           | Als speler van Fenerbahçe SK                           |
| ------------------------------------------------------ | ------------------------------------------------------ | ------------------------------------------------------ | ------------------------------------------------------ | ------------------------------------------------------ | ------------------------------------------------------ |
| 1                                                      | 20 juni 2021                                           | Zwitserland – Turkije                                  | 2 – 1                                                  | 3 – 1                                                  | EK 2020                                                |
| 2                                                      | 16 juni 2023                                           | Letland – Turkije                                      | 2 – 3                                                  | 2 – 3                                                  | EK 2024 kwalificatie                                   |

## Erelijst
Istanbul Başakşehir
- Süper Lig

2019/20
Fenerbahçe
- Beker van Turkije

2022/23